# Боборыкины
Боборы́кины (Бабарыкины, Бобарыкины) — древний русский дворянский род, из московских бояр.
Род внесён в Бархатную книгу. При подаче документов (1686) для внесения рода в Бархатную книгу были предоставлены Тимофеем, Иваном и Афанасием три родословные росписи, что говорит о разветвлённости рода.
Род записан в VI часть родословных книг губерний Костромской, Калужской, Московской, Тамбовской и Тульской.

## Происхождение и история рода
Род происходит от Андрея Ивановича Кобылы, правнук которого, Фёдор Андреевич (V колено), стал 1-й прозываться Боборык. Его сыновья: Федор, Семён, Родион, Иван, Андрей, Микита - все имели поместья в Великом Новгороде.
В октябре (1569) на Богане по делу Старицких вместе с князем Владимиром Андреевичем со своею княгиней и дочерью, был казнён Иван Боборыкин. Под Кесию погиб Василий Боборыкин (июнь 1578). Постник Боборыкин имел поместья в Суздальском уезде (до 1578): деревни Черницыно, Сосновица, Стрельцово. Косино, пашни 60 четей и покосы.
Никита Михайлович стольник (1627-1640), окольничий (1658-1676). Роман Фёдорович стольник в 1627-1658 г., московский дворянин (1668), походный дворянин царицы Натальи Кирилловны (1676-1677), окольничий (1682). († февраль 1682).

## Описание гербов

### Герб Боборыкиных 1785 г.
В Гербовнике Анисима Титовича Князева 1785 года имеется печать с гербом Фёдора Ивановича Бобарыкина: в красном поле щита, имеющем круглую форму с широкой каймой по краю, изображены вертикально, золотые: обычная дворянская корона с выходящем из неё лапчатым крестом, под короной два таких же лапчатых креста. Щит увенчан дворянской короной с выходящем из неё лапчатым крестом (дворянский шлем и намёт отсутствуют). Щитодержатели: два восстающие, коронованные, коричневые львы с загнутыми хвостами, в лапе у правого — держава, у левого — скипетр. Под щитом изображены лежащие на земле перекрещенные знамёна и два барабана.

### Герб. Часть V. № 19
Посредине золотого щита в красном поле, окружённом лавровым венцом, изображена золотая корона, то есть герб древних владетелей прусских, и под оной два серебряных креста, означенных перпендикулярно. В нижней части на золотом щите видна боярская шапка, а внизу шапки изображено копьё и меч, положенные крестообразно на серебряный полумесяц, рогами обращённый вверх. Щит увенчан обыкновенным дворянским шлемом с дворянской на нем короной, на поверхности которой между двух серебряных шестиугольных звезд виден кумиропоклонный дуб.
Щитодержатели: два льва, имеющие золотые лбы, а во рту — золотую и масличную ветви, из коих у стоящего с правой стороны находится в лапе скипетр, а с левой — держава. Намёт на щите золотой, подложен красным. Герб рода внесён в Часть 5 Общего гербовника дворянских родов Всероссийской империи, стр. 19.

## Представители
- Боборыкин, Василий Васильевич (1817—1885) — российский военный, мемуарист, знакомый Михаила Лермонтова.
- Боборыкин, Дмитрий Лукьянович (1739—?) — попечитель Воспитательного дома в Москве.
- Боборыкин, Константин Николаевич (1829—1904) — российский государственный деятель, генерал-майор (1866). Губернатор Оренбургской и Орловской губерний.
- Боборыкин, Михаил Фёдорович (ранее 1780—после 1809) — российский военный, подполковник, кавалер ордена Святого Георгия IV степени (1809).
- Боборыкин, Николай Васильевич (1756—1814) — российский военный, поручик. Кавалер ордена Святого Георгия IV степени (1789).
- Боборыкин, Николай Лукьянович (1794—1860) — генерал-майор, помещик.
- Боборыкин, Николай Николаевич (1887—1963) — российский композитор, правовед.
  - Боборыкина, Мария Александровна (урождённая Арцимович, 1889—1965) — французская писательница. Жена Н. Н. Боборыкина.
- Пётр Дмитриевич Боборыкин, русский писатель.
  - Боборыкина, Софья Александровна (урождённая Зборжевская, театральный псевдоним Северцова; 1845—1925) — русский писатель. Жена Петра Дмитриевича Боборыкина.
- Боборыкин, Роман Фёдорович — воевода, стольник, окольничий царя Фёдора Алексеевича.
- Боборыкин, Фёдор Афанасьевич (? — 1609) — воевода, полководец, почётный гражданин Кинешмы.
- Боборыкин, Фёдор Васильевич (? — 1624) — воевода Тюмени, Томска и Великого Устюга.
- Боборыкин Афанасий Федорович — стольник, воевода в Воронеже (1644).
- Боборыкин Михаил Борисович — воевода в Новгороде (1608-1610), ездил   послом в Швецию (1611).
- Боборыкин Яков Михайлович — прислан от Новгородцев в Москву (1616) с присягою Новгорода царю Михаилу Федоровичу, воевода в Старой-Русе (1617-1619).
- Боборыкин Тимофей Степанович — воевода в Кузнецке (1618-1622).
- Боборыкины: Василий и Пимен Семёновичи, Герасим Степанович. Фёдор Фёдорович — стольники патриарха Филарета (1627-1629).
- Бобынины: Яков Михайлович († 1630), Павел Фёдорович, Тимофей Васильевич, Тимофёй Иванович († 1653) — московские дворяне (1627-1640).
- Боборыкин Павел Фёдорович — воевода в Курмыше (1636-1637).
- Боборыкин Никита Михайлович — окольничий, воевода в Белгороде (1643-1644), Витебске (1659-1662), Казани (1668-1669), Новгороде.
- Боборыкин Федор Васильевич — воевода в Тюмени (1613-1617), Томске (1617-1619).
- Боборыкин Тимофей Васильевич — воевода в Мангазее (1627-1629).
- Боборыкин Петр Казарьевич — убит при осаде Смоленска (1634)[11].
- Боборыкин Иван Михайлович — стольник, воевода в Суздале (1645), Костроме (1675).
- Боборыкин Иван Павлович — воевода в Старой-Русе (1671-1672)[12].
- Боборыкин Семён Никитич — стольник царицы Натальи Кирилловны (1676), стольник (1680-1692).
- Боборыкины: Андрей и Матвей Артемьевичи, Иван Павлович, Никита Никитич — стряпчие (1668-1692).
- Боборыкины: Артемий Степанович. Иван Иванович, Иван Михайлович, Никита Богданович — московские дворяне (1658-1692).
- Боборыкины: Афанасий Павлович, Афанасий и Сергей Фёдоровичи, Василий Никитич, Иван Артемьевич, Пётр и Иван Ивановичи, Иван Тимофеевич — стольники (1658-1692)[9].